# Ајмерсленд-Грасбеков синдром
Ајмерсленд-Грасбеков синдром (АГС) је ретка генетска болест узроковано ниским нивоом витамина Б12 (познатог и као кобаламин). Болест је први пут описана 1952. године.
Примарна карактеристика ове болести је поремећај крви који се зове мегалобластична анемија. У овом облику анемију карактерише недостатак црвених крвних зрнаца, које су и абнормално велики. Отприлике половина људи са АГС има и висок ниво протеина у мокраћи (протеинурија). Иако протеинурија може указати на проблеме са бубрезима, оболели од  АГС  обично имају нормалну функцију бубрега.
Синдром обично почиње у детињству или раном детињству.
Пацијенти се могу лечити оралним суплементима витамина Б12, али ће можда требати веће дозе.   
Пацијенти могу, ако се не лече, развити тешке неурокогнитивне манифестације. Ако се симптоми ИГС правовремено препознају и лече довољним дозама витамина Б12, пацијенти се потпуно опорављају.

## Називи
Дефект рецептора унутрашњег фактора ентероцита - Малапсорпција кобаламина у ентероцитима - Ајмерсленд-Грасбеков синдром - Јувенилна пернициозна анемија са протеинуријом због селективне интестиналне малапсорпције витамина Б12 - Наследна мегалобластна анемија (НМА1)

## Историја
Откриће и истраживање синдрома резултат је заједничког рада норвешког педијатра Олге Ајмерсленд, финског лекара и клиничког биохемичара Армаса Ралфа Густафа Грасбека и Емила Најмана, педијатра из Хрватске.

## Епидемиологија
АГС је ретка болест која је први пут описана у Финској и Норвешкој. У овим регионима, процењује се да она погађа 1 од 200.000 људи. Стање је такође пријављено и на глобалном нивоу, али је његова распрострањеност непозната, док је процењена преваленција мања од 6 на 1.000.000 људи.

## Етиологија
Мутације АМН гена или CBLN гена могу изазвати АГС. АМН ген даје упутства за прављење протеина који се зове амнион, а CBLN ген даје упутства за прављење протеина који се зове кубилин. Заједно, ови протеини играју улогу у преузимању витамина Б12 из хране.
Витамин Б12, који се не може произвести у телу и може се добити само из хране, неопходан је за формирање ДНК и протеина, производњу ћелијске енергије и разградњу масти. Овај витамин је укључен у формирање црвених крвних зрнаца и одржавање мозга и кичмене мождине (или функција централног нервног система).
Протеин амнион који је кодиран истоименим геном, који се налази код људи на кратком краку 14. хромозома, је уграђен првенствено у мембрану ћелија бубрега и ћелија које облажу танко црево. Амнион се везује за кубилин, и причвршћује кубилин за ћелијску мембрану. Кубилин може да комуницира са молекулима и протеинима који пролазе кроз црева или бубреге. 
Током варења, витамин Б12 се ослобађа из хране. Како витамин пролази кроз танко црево, кубилин се везује за њега. Амнион помаже у преношењу комплекса кубилин-витамин Б12 у ћелију црева. Одатле се витамин ослобађа у крв и транспортује по целом телу. У бубрезима, протеини без амниона и кубилини су укључени у реапсорпцију одређених протеина који би се иначе ослобађали у мокраћом.
Мутације у АМН гену спречавају да се кубилин веже за ћелије у танком цреву и бубрезима. Без функције кубилина у танком цреву, витамин Б12 се не уноси у тело. Недостатак овог есенцијалног витамина омета правилан развој црвених крвних зрнаца, што доводи до мегалобластичне анемије. Низак ниво витамина Б12 такође може утицати на централни нервни систем, изазивајући неуролошке проблеме. Поред тога, без функције кубилина у бубрезима, протеини се не ресорбују и уместо тога се излучује мокрачом, што доводи до протеинурије.
Као и мутације АМН гена, неке мутације CBLN гена нарушавају функцију кубилина и у танком цреву и у бубрезима, што доводи до недостатка витамина Б12 и протеинурије. Друге мутације CBLN гена утичу на функцију кубилина само у танком цреву, ометајући унос витамина Б12 у ћелије црева. Особе са овим мутацијама имају недостатак витамина Б12, што може довести до мегалобластичне анемије и неуролошких проблема, али не и до протеинурије.

### Генетика
Ова болест се наслеђује аутозомно рецесивно , што значи да обе копије гена у свакој ћелији имају мутације. Сваки од родитеља појединца са аутозомно рецесивним стањем носи по једну копију мутираног гена, али обично не показују знаке и симптоме тог стања.

## Клиничка слика
Абнормалност крви доводи до многих знакова и симптома који, укључују 
- немогућност раста  очекиваном брзином (неуспех у развоју),

- бледу кожу,

- претерани умор,

- понављајуће гастроинтестиналне или респираторне инфекције.

Остале карактеристике синдрома укључују:
- благе неуролошке проблеме, као што су слаб тонус мишића (хипотонија),
- утрнулост или пецкање у рукама или стопалима,

- проблеми са кретањем,

- одложени развој или конфузија.

Ретко, оболеле особе имају абнормалности органа или ткива који чине уринарни тракт, као што је бешика или мокраћни канал који преносе течност од бубрега до бешике (мокраћовода).

## Дијагноза
АГС може бити у великој мери недовољно дијагностикован јер већина пацијената има неспецифичне симптоме. Док комбинација недостатка витамина Б12 и протеинурије доводи до додатних дијагностичких тестова за дијагнозу АГС-а, у одсуству протеинурије, АГС можда неће бити адекватно препознат.
Како постоји висока стопа лезија оралне слузокоже и неуролошких симптома (као што је атаксија), то може довести до даљег дијагностичког тестирања, и не чуди што АГС може бити значајно недовољно дијагностикован због прецењивање неких клиничких манифестација.

## Терапија
У почетку се терапија АГС заснива на корекцији недостатака витамина Б12, месечним интрамускуларним ињекцијама витамина Б12, због недостатака у апсорпцији оралног витамина Б12 узрокованог малапсорпцијом. 
Орални третман се заснива на претпоставци да ако је доза довољно висока, да се мали, али ипак довољан део се апсорбује. Пошто се приближно 1% оралног витамина Б12 апсорбује пасивном дифузијом у слободном облику,
Витамин Б12се  код пацијената са ИГС мора примењивати током целог живота.

## Прогноза
АГС пацијенти лечени витамином Б12 су клинички и хематолошки нормални. Протеинурија перзистира, али се не повећава у тежини. Функција бубрега се не погоршава.

## Спољаѕшње везе
|  | Молимо Вас, обратите пажњу на важно упозорење у вези са темама из области медицине (здравља). |